# Alopecosa zonsteini
Espèce
Alopecosa zonsteini est une espèce d'araignées aranéomorphes de la famille des Lycosidae.

## Distribution
Cette espèce est endémique de la province de Namangan en Ouzbékistan,. Elle se rencontre vers Pop.

## Description
La carapace de la femelle holotype mesure 6,25 mm de long sur 4,50 mm et l'abdomen 7,00 mm de long sur 4,75 mm et la carapace du mâle paratype 4,75 mm de long sur 4,15 mm et l'abdomen 5,85 mm de long sur 3,65 mm.

## Systématique et taxinomie
Cette espèce a été décrite par Logunov en 2023.

## Étymologie
Cette espèce est nommée en l'honneur de Sergey L. Zonstein. 

## Publication originale
- Logunov, 2023 : « Further notes on the fossorial wolf spiders of Middle Asia and the Near East (Aranei: Lycosidae). » Arthropoda Selecta, vol. 32, no 4, p. 475-512 (texte intégral).